# Potštát
Potštát là một thị trấn thuộc huyện Přerov, vùng Olomoucký, Cộng hòa Séc.